# Xoridesopus reticulatus
Xoridesopus reticulatus är en stekelart som beskrevs av Gupta 1983. Xoridesopus reticulatus ingår i släktet Xoridesopus och familjen brokparasitsteklar. Inga underarter finns listade i Catalogue of Life.